# Junta de Valladolid
Junta de Valladolid és la denominació habitual del cèlebre debat que va tenir lloc en 1550 i 1551 al Col·legi de Sant Gregori de Valladolid, dins de l'anomenada polèmica dels naturals (indígenes americans o indis), i que va enfrontar dues formes antagòniques de concebre la conquesta d'Amèrica, interpretades romànticament com la dels defensors i la dels enemics dels indis: la primera, representada per Bartolomé de las Casas, considerat avui pioner de la lluita pels drets humans; i la segona, per Juan Ginés de Sepúlveda, qui defensava el dret i la conveniència del domini dels espanyols sobre els indígenes, als qui a més concep com naturalment inferiors. No va haver-hi una resolució final, encara que va anar l'inici d'un canvi que es va traduir en més drets per als indígenes.
No deu confondre's aquesta Junta amb la Conferència de Valladolid de 1527 sobre l'erasmisme.

## Precedents
La Junta de Valladolid també va ser part de la més extensa polèmica sobre els justs títols del domini de la Corona de Castella sobre Amèrica, que es remunta a la fi del segle xv, amb les Butlles Alexandrines i el Tractat de Tordesillas acordat amb el Regne de Portugal, i als recels amb què tots dos documents van ser rebuts en altres corts europees. Es diu que el rei Francesc I de França va demanar retòricament que li mostressin la clàusula del testament d'Adán en què tals documents es basaven i que donés dret a repartir el món entre castellans i portuguesos.
La consideració necessària dels estudis i d'una reflexió pública efectuada per aquesta Junta va ser excepcional, en comparació de qualsevol altre procés històric de formació d'un imperi i va estar en sintonia amb la preocupació i la gran importància que, des del començament mateix del descobriment d'Amèrica, la Monarquia Catòlica va sentir sempre de mantenir sota un control paternalista als naturals i que va produir i va seguir produint el gran corpus legislatiu de les Lleis d'Índies.
El precedent en la generació anterior a la Junta de Valladolid va ser la Junta de Burgos de 1512, que havia assentat jurídicament el dret a fer la guerra als indígenes que es resistissin a la evangelització (per garantir-ho es va establir la lectura d'un famós Requeriment), buscant un equilibri entre el predomini social dels colonitzadors espanyols i la protecció a l'indi, que es va voler aconseguir amb la encomienda. Resultat de tot això van ser les Lleis de Burgos de 1512.
Al segle xvi, Cap a 1550 es va suscitar a Valladolid, Espanya, una intensa polèmica entorn dels següents temes: els drets naturals dels habitants del Nou Món, les justes causes per fer la guerra als indis i la legitimitat de la conquesta. Aquesta polèmica estava inserida en el marc d'una llarga controvèrsia entre els quals, d'una banda, eren partidaris de la llibertat absoluta dels indis i d'una entrada pacífica a les noves terres i els que, d'altra banda, recolzaven el manteniment de l'esclavitud i el domini despòtic i propiciaven l'ocupació de la força contra els indis del Nou Món. Si l'hi analitza des d'una perspectiva antropològic-filosòfica, s'adverteix que el que estava en dubte era la dignitat humana dels habitants del Nou Món. Fra Bartolomé de las Casas i Juan Ginés de Sepúlveda són els representants de les dues postures que van disputar per la humanitat de l'indi.

## Plantejament del debat
En la Junta de Valladolid la discussió va partir de bases teològiques, considerades superiors en aquest context a les de qualsevol altre saber (philosophia est ancilla teologiae).
No va discórrer entorn de si els indígenes d'Amèrica eren éssers humans amb ànima o salvatges susceptibles de ser domesticats com a animals. Tal cosa hagués estat considerada herética, i ja estava resolta per la butlla Sublimis Deus, de Pau III (1537). Aquesta butlla va ser una contundent resposta del papat a opinions que posaven en dubte la humanitat dels naturals. La butlla, incitada per dues dominics espanyols, no va pretendre definir la racionalitat de l'indígena, sinó que, suposant aquesta racionalitat en tant que els indis són homes, va declarar el seu dret a la llibertat i la propietat, així com el dret a abraçar el cristianisme, que havia de ser-los predicat pacíficament.
El propòsit declarat de la discussió en la Junta de Valladolid era oferir una base teològica i de dret per decidir com havia de procedir-se en els descobriments, conquestes i població de les Índies.

## Participants
En la Junta de Valladolid de 1550 els principals contendents dialèctics van ser fra Bartolomé de las Casas i Juan Ginés de Sepúlveda.
Van participar, entre d'altres, Domingo de Soto, Bartolomé de Carranza i Melchor Cano (que per a la segona part del debat va haver de ser substituït per Pedro de Lagasca, doncs ell va partir al Concili de Trento).
No és casualitat que tots ells fossin dominics: l'Ordre de Predicadores controlava les universitats espanyoles a través de les càtedres i els col·legis.
Diversos en aquesta Junta (Soto i Cano) eren deixebles de Francisco de Vitoria, mort quatre anys abans, el 1546. Vitoria va encapçalar l'escola de Salamanca (per desenvolupar-se a la Universitat de Salamanca).
Carranza ensenyava en el mateix Valladolid, i Sepúlveda, que havia estudiat a Alcalá de Henares i Bolonya i s'havia destacat pel seu antierasmisme, no era docent universitari, sinó preceptor del propi príncep Felip. Va ser la seva oposició a les Lleis Noves d'Índies de 1542 (la revocació de les quals havien aconseguit els ordinaris en els diferents virregnats) el que havia provocat el retorn a Espanya de Bartolomé de las Casas, qui era Bisbe de Chiapas. Va començar una polèmica intel·lectual entre els dos: Sepúlveda va publicar el seu De justis belli causis apud indis i Las Casas va replicar amb les seves Treinta proposiciones muy jurídicas. La Junta havia de resoldre el conflicte.
Sepúlveda aportava un treball titulat Democrates alter, en el qual sostenia que els indis, considerats com a éssers inferiors, havien de quedar sotmesos als espanyols, i ho va completar amb més argumentació escrita en el mateix sentit. L'Apologètica de las Casas va ser el text clau en les discussions. Els treballs es van desenvolupar entre els mesos d'agost i setembre de 1550. La Junta va quedar inconclusa i per això va tornar a convocar-se l'any següent. En la disputa no va haver-hi resolució final. Els dos exponents es van considerar vencedors.

## Transcendència

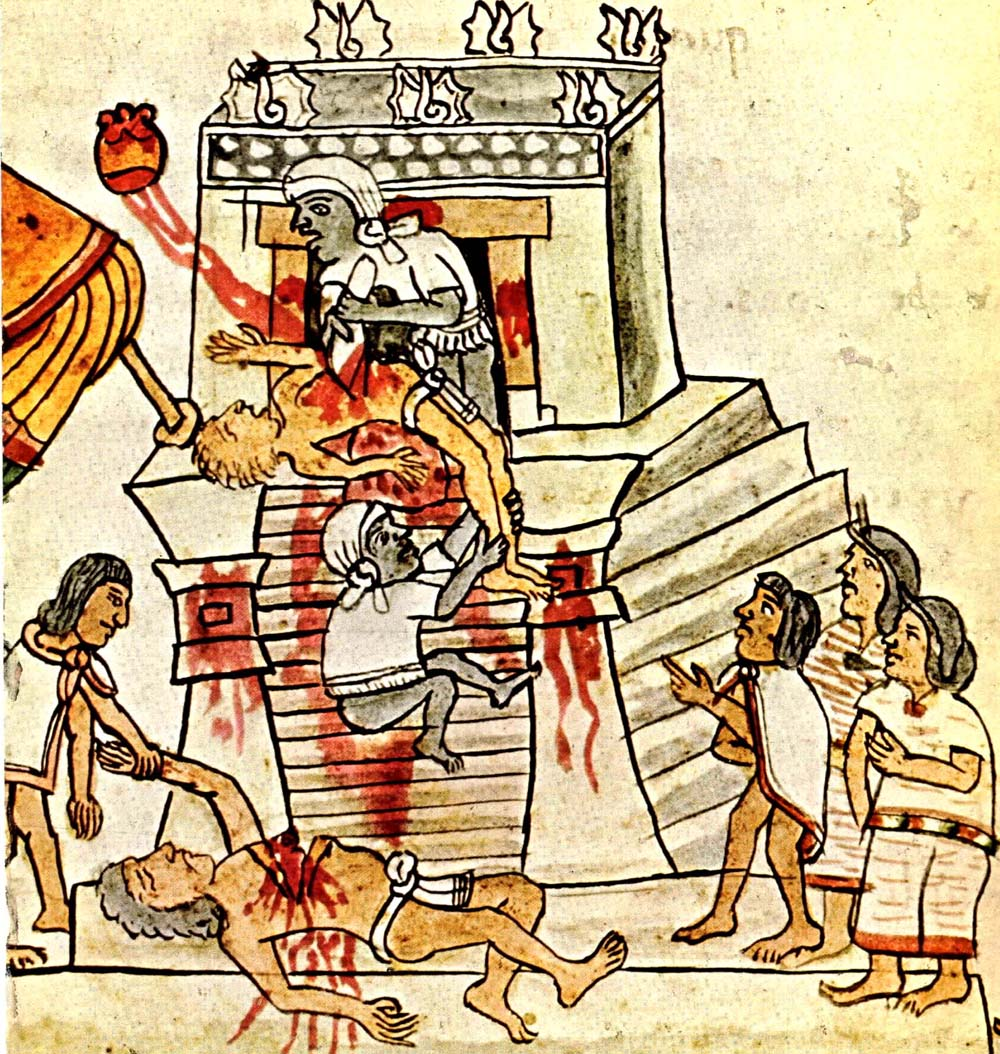
Sacrifici asteca, Còdex Mendoza. Arguments per a ambdues parts del deute: costums antinaturals i arquitectura civilitzada.

El debat de Valladolid va servir per actualitzar les Lleis d'Índies i crear la figura del "protector d'indis".
Les conquestes es van frenar, regulant-se de tal forma que, en teoria, només als religiosos els estava permès avançar en territoris verges. Una vegada que haguessin convingut amb la població indígena les bases de l'assentament, s'endinsarien més tard les forces militars, seguides pels civils. Les ordenances de Felip II (1573) van arribar a prohibir fer noves "conquestes".
Va sorgir d'aquesta disputa el modern dret de gents (ius gentium). "Si passem a l'Amèrica espanyola, en el camp de la història de les idees trobem diferències rellevants amb quant hem dit fins ara. En efecte, és intensa a la fi dels primers temps l'activitat missionera amb accents mil·lenaris. A més, per a tot el segle xvi i les primeres dècades del segle xvii, es desenvolupa un intens debat polític sobre la nova terra, sobre els indígenes, els motius que poden justificar la conquesta espanyola. És un debat en el qual van participar les millors intel·ligències espanyoles de l'època, teòlegs, juristes, polítics. Gens similar podem trobar en un altre lloc. També pels motius circumstancials: ni els francesos ni els anglesos ni els portuguesos es van trobar amb organismes polítics desenvolupats i organitzats en Estats, com els regnes asteca i inca que van trobar els espanyols. A Espanya, gràcies també a la decisió presa de posicions papals, se supera ràpid el problema de la naturalesa de l'indi. Pau III amb la cèlebre butlla Sublimis Deus de 1537, declara als indígenes homes amb tots els efectes i capacitats de cristians. És cert que això no sembla suficient perquè quedava en vigor el requeriment i la butlla Inter caetera promulgada per Alexandre VI en 1493, sobre la qual Juan López de Palacios Rubios i Matías de Paz de 1512 fundaven jurídicament l'ocupació d'Amèrica. El que es vol notar aquí és que sempre en els trenta anys del 1500 dos teòlegs dominicans de la Universitat de Salamanca, Francisco de Vitoria i Domingo de Soto, van enfrontar el problema dels principats indígenes americans. Col·locats en el camí que condueix a la més moderna teoria de l'estat, van construir un camí paral·lel a aquell de Maquiavel i de Jean Bodin, els dos, però sobretot el primer amb la força de la novetat i gran vigor polèmic, que era dels eclesiàstics (per això pròpia força) corria lentament la discussió del religiós al polític i van declarar la legitimitat política de les regions i dels sobirans indígenes americans. Ells no eren ni pagans ni pecadores per treure'ls la sobirania índia i la legitimitat dels seus governants, ja que la societat i el poder estan fundats sobre la naturalesa i no sobre la gràcia, com deia Tomàs d'Aquino (els dos són dominicans i Vitoria introdueix com a llibre de text la Suma Teològica de sant Tomàs a Salamanca). La legitimitat del poder no depèn per tant del fet que el governant sigui o no cristià, com havien sostingut primer alguns heretges pels quals era després un poder pagà legítim i l'afirmació dels dos espanyols, si mai ho han conegut, només podien estar en les aberracions demoníaques papistes. Però hi ha més. Per demostrar la racionalitat dels indis americans, de Vitoria recorre al polític. Demostra que eren raonables i que podien tenir una vida política, fundant-se en abundant notícies que arribaven d'Amèrica al seu convent de Sant Esteve, afirma que hi havia vida social i política i, per tant, són racionals. D'aquesta manera va més enllà del que va afirmar Pau III en la seva butlla de 1537, quan era la racionalitat el reconeixement de la naturalesa humana dels indis. Per a Vitoria l'existència d'una vida associada, amb lleis, amb comerç, institucions, govern, és el que compte. D'un costat, per tant, Vitoria i Soto reconeixen la legitimitat dels prínceps americans; per l'altre neguen l'existència de poders universals: ni el Papa ni l'emperador són els senyors del món. No hi ha llavors valor polític algun en la butlla Inter coetera amb la qual en 1493 el papa Alexandre VI havia dividit el món en meridional per als espanyols i portuguesos. Vitoria i Soto han de preguntar-se després quin és o pot ser el motiu legítim que permet estar a Espanya a Amèrica. Vitoria donarà una llarga llista de motius, molts il·legítims i llocs premeditadament, altres legítims, per la qual cosa la presència espanyola a Amèrica queda fora de perill, però el que aquí interessa és el reconeixement a la política americana i dels estats americans. Les raons que en ell addueix per justificar la legitimitat de la presència espanyola a Amèrica són motius que també es donen a Europa, per exemple entre francesos i espanyols. No és casual, en efecte, que Carlos V romangui desconcertat de les dues releccions d'Indis que Vitoria escriu al sacerdot del convent de Sant Esteve, on Vitoria vivia, per prohibir els debats posteriors a la seva argumentació. Sense peròs (és significatiu) saca el seu favor a Vitoria que anys després volgués enviar a Trento com a teòleg imperial. Aquesta va ser per anys i decennis la línia vigent. No va faltar també al món hispà negadores radicals de la humanitat de l'indi o de la seva possibilitat de civilització; molt menys va faltar qui va explotar als indis en el seu propi interès. Però el pla de debat d'aquelles idees que declarava el dret hispànic a la submissió dels indis per la seva naturalesa inferior, van ser veus minoritàries i perdedores. D'aquest punt de vista em sembla que es pot dir que resulta en canvi quant insatisfactòria la posició de Bartolomé de Las Casas, el dominicà defensor dels indis, que molts treballs han estat i s'han aprofitat de la polèmica sobre la colonització espanyola i catòlica. En les seves idees, en les seves posicions intel·lectuals i polítiques hi ha alguna cosa que crida i contrasta amb el món que està naixent. S'enfrontaven les seves idees amb les de Vitoria i Soto, paradoxalment, Las Casas apareix més prop de Juan Ginés de Sepúlveda, el cèlebre autor de grans textos polítics i filosòfics on se sostenia, gairebé sol entre els teòrics polítics i contrari a l'autoritat de Carles V, però com a bon aristotèlic, l'esclavitud natural dels indis americans. El gran amic dels indis, Las Casas, i el gran enemic dels indis, Sepúlveda, van tenir també una duríssima trobada pública a Valladolid davant una comissió d'estudiosos, teòlegs, juristes, encarregats d'avaluar les respectives posicions. No obstant, els dos adversaris pensaven de la mateixa manera tots dos de nou a esquemes polítics de tipus medieval, llegats de la vella concepció de la teocràcia pontifícia, aquella que seguint la butlla d'Alexandre VI constituïa títol legítim d'infundament i de domini polític."Extracte del professor Claudio Finzi de la Universitat de Perusa, Itàlia).
En la pràctica, les dues posicions que es van confrontar en la Junta justificaven el domini castellà encara que amb accions molt diferenciades entre si.
Ambdues motivacions, així com l'ambient intel·lectual generat per la Junta de Valladolid i la polèmica, van inspirar noves Lleis d'Índies a afegir a les anteriors. La sincera preocupació de Bartolomé de Las Casas per la sort dels indis que tan cruament va descriure en la seva obra Brevíssima Relació de la Destrucció de les Índies li va portar a una notable proposta que va permetre entendre la seva concepció de l'indígena: Li semblava admissible una bona idea que va salvar en molts llocs d'Amèrica de la despoblació, sobretot a les illes Antilles), la importació d'esclaus negres, naturalment més inclinats al treball que els febles indis. Un bon argument aristotèlic, sens dubte, però fluixa defensa dels drets humans moderns, del que més pocs anys més tard, en 1559 o 1560 es va desdir.

## Recreació fílmica
Existeix un telefilm francès que recrea aquest episodi amb el títol de la Controverse de Valladolid de l'any 1992, dirigit per Jean-Daniel Verhaeghe, amb guió de Jean-Claude Carrière, i que explica com a actors amb Jean-Louis Trintignant (Sepúlveda), Jean-Pierre Marielle (Las Casas) i Jean Carmet (Llegat del papa).